# 電力量計

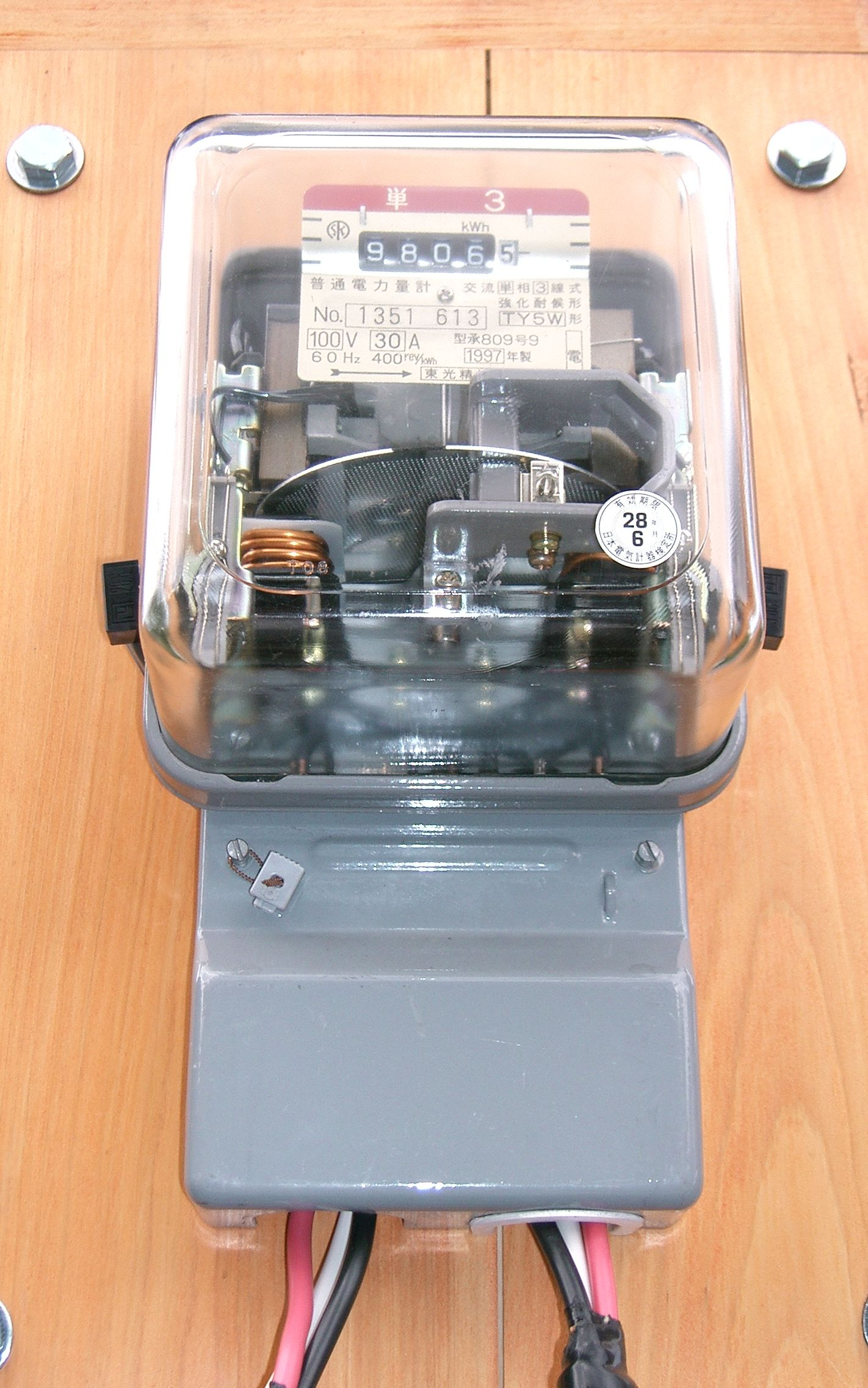
誘導形電力量計（単相3線式）
一般家庭でよく目にするタイプ。透明な容器の中に、回転する円盤と電力量を表示する文字盤が見える。右下の丸いシールに検定の有効期限が示されている。下部左右の黒い耳状のものが検定証印。

電力量計（でんりょくりょうけい）は、電力を積算し計量する電気計器。電力メーターもしくは略式としてメーターともいわれ、電力の売買取引上、重要な役割を担っている。
国際法定計量機関から電力量計についての技術要件や構造要件、検定試験方法等について勧告が出されており加盟国は型式承認、検定、再検定時に留意すべきとされている。

## 種類

### 誘導形電力量計

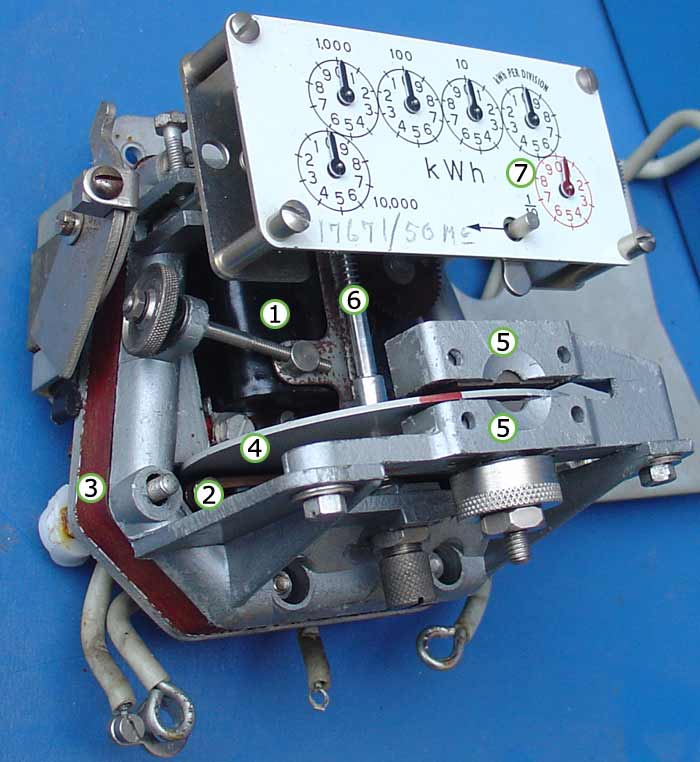
電力量を一桁ずつ指針によって表示するもの

現在、電力量を計量するものとして一般的に広く用いられているのが誘導形電力量計（ゆうどうがた-）である。原理としてはアラゴーの円板を応用したもので、計器の内部には電力に見合った速度で回転する円盤がある。
円盤はアルミニウム製で、直径およそ85ミリメートル、厚さは1ミリメートル程度。円周を100等分した目盛りを外周に刻み、うち一点を黒色に塗り基準としている。電力が流れていないにもかかわらず、円盤が回転してしまうクリーピング（潜動）現象を抑えるため、円盤上に2か所、直径1～2ミリメートル程度の穴が開けられている。
円盤を挟み込むようにして電圧コイルと電流コイルとが配置されており、これらが円盤を駆動させる原動力を生む。円盤の回転速度を電力に比例させるため、永久磁石を他方に配置し制動力としている。計器の精度を高めるため、重負荷補償装置や位相補償装置、温度補償装置、加えて誤差調節のための重負荷調整装置、位相調整装置、軽負荷調整装置が設けられている。
円盤の中心には軸が通され、その両端を軸受によって支持している。軸受における摩擦は計器誤差の原因となるばかりか、計器の耐久性をも左右するため、可能な限り摩擦の少ない軸受が用いられる。
円盤の回転力は減速歯車を介して取り出され、計量装置に電力量を表示する。計量装置は電力量計の表面、外から見えるようにして配置されており、数字によって表示する現字形（げんじがた）と、指針によって表示する指針形（ししんがた）がある。中には、一定の電力量に達するごとにパルス信号を送信する端子を設けたものもあり、これにより電力量を遠隔地でも確認できるようになっている。

### 無効電力量計

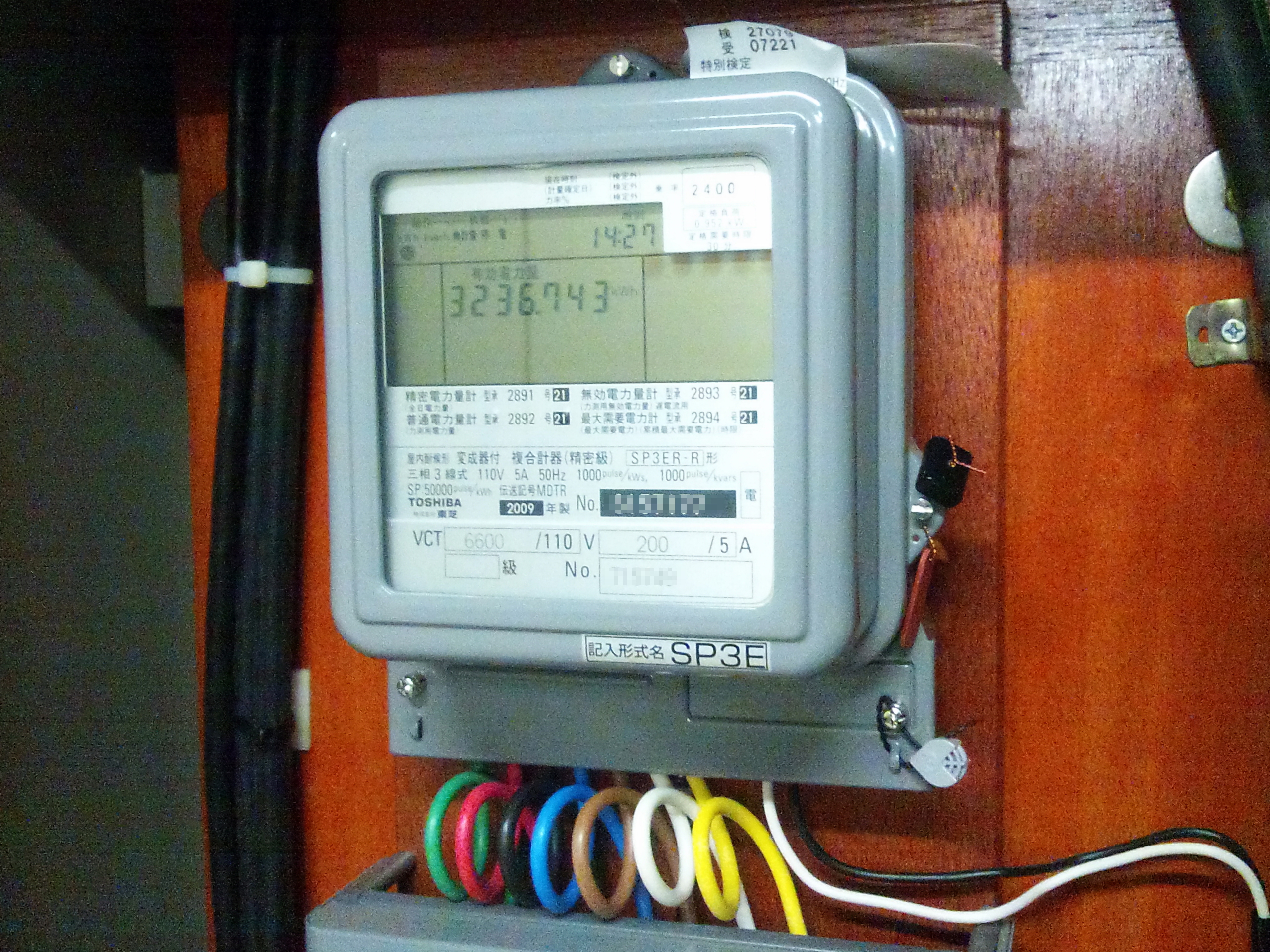
精密級複合計器（東京電力）
電力量計、無効電力量計、需要電力計を内蔵した電子式。大口需要家に設置されている。

無効電力量計（むこう-）は、無効電力を積算計量する電気計器である。原理や基本的な構造は有効電力量計と同一で、計器内部において電流・電圧に位相差を設けるようにされている。無効電力量計には遅れ無効電力量を計測するものと進み無効電力量を計測するものがあり、それぞれ専用のものは兼用することができない。
電力会社が設ける電気料金プランの中には力率によって電気料金が優遇されるものがある。これは主に工場など大口の顧客向けで、一定期間ごとの有効電力量と無効電力量とで力率の平均値を算出し電気料金を割り引くなどの措置がとられる。
なお、皮相電力を積算計量する皮相電力量計も存在しうるが、ほとんど用いられない。

### 最大需要電力計
最大需要電力計（さいだいじゅようでんりょくけい）は、ある期間内において最大の電力値を計量する電気計器である。大きな電力の取引をするにあたって利用される。

### 直流電力量計
直流電力量計（ちょくりゅう-）は、直流電力を積算計量する電気計器である。交流用の誘導形電力量計を直流用に転用したものが多く用いられている。このほか整流子電動機形や、古くから用いられてきた水銀電動機形などがある。二次電池の充電量および放電量を測定することなどを目的に、電流値を積算する直流電量計（ちょくりゅうでんりょうけい）というものもある。

### 電子式電力量計
電子式電力量計（でんししき-）は、内部の電子回路により電力を積算計量するものである。この形式のものはセグメントLEDや液晶ディスプレイ上にデジタル表示するものがある。

## 各国での運用

### 日本
発変電規定では、電力量計を設置する目的として「発電電力量又は使用電力量等の確認、負荷の想定及び取引等のために設ける」（第4-1条 計測装置の施設目的）とある。特に電力量計を電力の取引に用いるためには、日本電気計器検定所 (JEMIC) の検定に合格したことを証明する検定証印が必要である。検定証印を補助するマークには有効期限（=検定の有効期限。暦年・年度ではなく、年月単位）の表示があり、これを過ぎたものの使用は計量法違反となるので、期限満了までに、原則として電力会社により適宜交換される（停電させずに交換作業が行われることもある）。
電力量計は、その仕様について日本工業規格 (JIS) によって規格化されている。
- JIS C 1210 電力量計類通則
- JIS C 1211 電力量計（単独計器）
- JIS C 1216 電力量計（変成器付計器）
- JIS C 1263 無効電力量計
- JIS C 1281 電力量計類の耐候性能

電力会社の所有物として取引に用いられる電力量計には、銘板の右下に「電」の表示がある（通称「子メーター」と呼ばれる管理用計器には表示はない）。また設置後、電力量計もしくは計器箱に電力会社による封印が取り付けられる。
子メーターは、大家等（施設の設置者）から店子・自販機設置者等への料金再請求に使用される場合は「証明用」の計量器となり、所有者（通常は施設の設置者）に計量法上の検定受検義務が生じる（通常は修理・取替業者への依頼という形になる）。検定期限を超過して使用している場合や不正改造については、所有者が計量行政機関（都道府県・計量特定市）による取締り（立入検査、勧告等。悪質と認められる場合は告発等）の対象となる。なお、不正改造を実施した者も偽計業務妨害で逮捕されたケースがある。

### 米国
米国では計量行政は州ごとに公益事業委員会等が実施しているが、非営利民間団体の米国計量会議（National Conference on Weights and Measures）があり、商務省及び米国立標準技術研究所（National Institute of Standards and Technology）の技術的指導の下で各州の規則の統一が図られている。
多くの州では電力量計は全般的な計量法の対象外で、公益事業委員会が電力量計に係る計量制度を別途制定している。電力量計の技術基準は米国国家規格協会（ANSI: American National Standards Institute）が規定するANSI C-12に準拠している。また、一部の州では一部の電力取引に仕様の異なるメーターの使用を可能とする制度を設けている。
ニューヨーク州の場合、電力量計は州の公益事業委員会（NY PSC: NY Public Service Commission）の形式承認を受けたうえで検定機関による全数検定も受ける必要がある。

### EU
EUではEU計量器指令により有効電力量計など10種の計量器の規格について規定している。欧州法定計量協力機構（WELMEC）は加盟国間の整合化や利害関係者の調整を図っている。
ドイツでは、国内法のドイツ計量及び検証法(MessEG)やドイツ計量及び検証規則(MessEV)では、計量器の検証等の義務や手続き等について規定している。計量器の形式試験やパターン承認や検証はドイツ物理工学研究所が実施している。

## スマートメーター
遠隔的に電気計量を行う機器も開発されている。また、電力のスマートメーターを利用してガスや水道メーターの計量値も遠隔検針する共同検針の試みもある。